# Campeonato Brasileño de Fútbol Serie C 2018
El Campeonato Brasileño de Serie C 2018 fue la vigésimo octava edición (28ª) del campeonato de tercera categoría del fútbol brasileño. Contó con la participación de 20 equipos incluyendo los equipos descendidos de la Serie B 2017 y los ascendidos de la Serie D 2017.

## Sistema de juego
La Serie C 2018 conservará el formato implementado desde la temporada 2012, es decir, que los 20 participantes serán divididos en dos grupos de 10 equipos cada uno. Se jugarán partidos de ida y vuelta y los cuatro mejores equipos de cada zona clasificarán a la fase final.
En la fase final, se organizarán llaves en las cuales se jugarán partidos de ida y vuelta. Se jugarán cuartos de final, semifinal y final para conocer al campeón y a los cuatro ascendidos al Campeonato Brasileño de Fútbol Serie B 2019.
Por otro lado, los dos equipos peor ubicados en cada zona descenderán a la Campeonato Brasileño de Fútbol Serie D 2019.

### Criterios de desempate
En caso de que haya dos o más equipos empatados en puntos al final de la primera fase (fase de grupos), los criterios de desempate son:
1. Mayor número de partidos ganados.
2. Mejor diferencia de gol.
3. Mayor número de goles a favor.
4. Resultado del partido jugado entre los equipos.
5. Menor número de tarjetas rojas recibidas.
6. Menor número de tarjetas amarillas recibidas.
7. Sorteo.

En caso de que haya dos o más equipos empatados en puntos al final de la segunda, tercera y cuartas fase (cuartos de final, semifinal y final, respectivamente), los criterios de desempate son:
1. Mejor diferencia de gol.
2. Mayor número de goles a favor en calidad de visitante.
3. Tiros desde el punto penal.

## Equipos participantes

### Ascensos y descensos
| Pos. | Descendidos de la Serie B 2017 |
| ---- | ------------------------------ |
| 17.º | Luverdense                     |
| 18.º | Santa Cruz                     |
| 19.º | ABC                            |
| 20.º | Náutico                        |

| Pos. | Ascendidos de la Serie D 2017 |
| ---- | ----------------------------- |
| 1.º  | Operário Ferroviário          |
| 2.º  | Globo                         |
| 3°   | Atlético Acreano              |
| 4.º  | Juazeirense                   |

### Información de los equipos
| Equipo               | Ciudad             | Estado               | Estadio                     | Capacidad | Posición 2017  |
| -------------------- | ------------------ | -------------------- | --------------------------- | --------- | -------------- |
| ABC                  | Natal              | Río Grande del Norte | Frasqueirão                 | 15 082    | 19.º (Serie B) |
| Atlético Acreano     | Rio Branco         | Acre                 | Florestão                   | 10 000    | 3.º (Serie D)  |
| Botafogo-PB          | João Pessoa        | Paraíba              | Almeidão (PB)               | 19 000    | 15.º           |
| Botafogo-SP          | Ribeirão Preto     | São Paulo            | Estadio Santa Cruz          | 29 292    | 10.º           |
| Bragantino           | Bragança Paulista  | São Paulo            | Estadio Nabi Abi Chedid     | 17 128    | 16.º           |
| Confiança            | Aracaju            | Sergipe              | Batistão                    | 15 586    | 8.º            |
| Cuiabá               | Cuiabá             | Mato Grosso          | Arena Pantanal              | 44 000    | 13.º           |
| Globo                | Ceará-Mirim        | Río Grande del Norte | Barretão                    | 10 068    | 2.º (Serie D)  |
| Joinville            | Joinville          | Santa Catarina       | Arena Joinville             | 22 400    | 9.º            |
| Juazeirense          | Juazeiro           | Bahía                | Estadio Adauto Moraes       | 8000      | 4.º (Serie D)  |
| Luverdense           | Lucas do Rio Verde | Mato Grosso          | Estadio Passo das Emas      | 10 000    | 17.º (Serie B) |
| Náutico              | Recife             | Pernambuco           | Arena Pernambuco            | 44 300    | 20.º (Serie B) |
| Operário Ferroviário | Ponta Grossa       | Paraná               | Estadio Germano Krüger      | 8832      | 1.º (Serie D)  |
| Remo                 | Belém              | Pará                 | Mangueirão                  | 45 007    | 14.º           |
| Salgueiro            | Salgueiro          | Pernambuco           | Estadio Cornélio de Barros  | 12 070    | 11.º           |
| Santa Cruz           | Recife             | Pernambuco           | Estadio Arruda              | 60 044    | 18.º (Serie B) |
| Tombense             | Tombos             | Minas Gerais         | Almeidão (MG)               | 3050      | 7.º            |
| Tupi                 | Juiz de Fora       | Minas Gerais         | Estadio Mario Helênio       | 30 000    | 5.º            |
| Volta Redonda        | Volta Redonda      | Río de Janeiro       | Estadio Raulino de Oliveira | 20 255    | 6.º            |
| Ypiranga             | Erechim            | Río Grande del Sur   | Estadio Colosso da Lagoa    | 22 000    | 12.º           |

## Grupo A
| Pos. | Equipo           | Pts. | PJ | G | E  | P | GF | GC | Dif. | Clasificación o descenso                         |
| ---- | ---------------- | ---- | -- | - | -- | - | -- | -- | ---- | ------------------------------------------------ |
| 1    | Náutico          | 31   | 18 | 9 | 4  | 5 | 26 | 22 | +4   | Clasifican a cuartos de final                    |
| 2    | Atlético Acreano | 30   | 18 | 9 | 3  | 6 | 25 | 22 | +3   | Clasifican a cuartos de final                    |
| 3    | Santa Cruz       | 28   | 18 | 7 | 7  | 4 | 22 | 13 | +9   | Clasifican a cuartos de final                    |
| 4    | Botafogo-PB      | 26   | 18 | 6 | 8  | 4 | 22 | 17 | +5   | Clasifican a cuartos de final                    |
| 5    | Confiança        | 23   | 18 | 5 | 8  | 5 | 24 | 25 | −1   |                                                  |
| 6    | Remo             | 22   | 18 | 6 | 4  | 8 | 18 | 20 | −2   |                                                  |
| 7    | Globo            | 22   | 18 | 4 | 10 | 4 | 19 | 19 | 0    |                                                  |
| 8    | ABC Natal        | 21   | 18 | 6 | 3  | 9 | 18 | 24 | −6   |                                                  |
| 9    | Juazeirense      | 19   | 18 | 4 | 7  | 7 | 16 | 20 | −4   | Descenso al Campeonato Brasileño de Serie D 2019 |
| 10   | Salgueiro        | 17   | 18 | 3 | 8  | 7 | 11 | 19 | −8   | Descenso al Campeonato Brasileño de Serie D 2019 |

 Fuente: CBF

## Grupo B
| Pos. | Equipo               | Pts. | PJ | G  | E | P  | GF | GC | Dif. | Clasificación o descenso                         |
| ---- | -------------------- | ---- | -- | -- | - | -- | -- | -- | ---- | ------------------------------------------------ |
| 1    | Botafogo-SP          | 35   | 18 | 10 | 5 | 3  | 30 | 14 | +16  | Clasifican a cuartos de final                    |
| 2    | Operário Ferroviário | 35   | 18 | 10 | 5 | 3  | 25 | 17 | +8   | Clasifican a cuartos de final                    |
| 3    | Cuiabá               | 32   | 18 | 10 | 2 | 6  | 32 | 21 | +11  | Clasifican a cuartos de final                    |
| 4    | Bragantino           | 29   | 18 | 8  | 5 | 5  | 21 | 16 | +5   | Clasifican a cuartos de final                    |
| 5    | Luverdense           | 24   | 18 | 7  | 3 | 8  | 27 | 25 | +2   |                                                  |
| 6    | Tombense             | 22   | 18 | 6  | 4 | 8  | 17 | 17 | 0    |                                                  |
| 7    | Ypiranga de Erechim  | 22   | 18 | 6  | 4 | 8  | 25 | 27 | −2   |                                                  |
| 8    | Volta Redonda        | 20   | 18 | 6  | 2 | 10 | 18 | 25 | −7   |                                                  |
| 9    | Tupi                 | 20   | 18 | 6  | 2 | 10 | 19 | 30 | −11  | Descenso al Campeonato Brasileño de Serie D 2019 |
| 10   | Joinville            | 14   | 18 | 4  | 2 | 12 | 13 | 35 | −22  | Descenso al Campeonato Brasileño de Serie D 2019 |

 Fuente: CBF

## Segunda fase
Los 8 clubes finalistas disputan cuartos de final, semifinales y final. los cuatro equipos semifinalistas ascienden a la Serie-B 2019.
|  | Cuartos de final     | Cuartos de final   | Cuartos de final     |   |            | Semifinales          | Semifinales          | Semifinales          |  |                      | Final                 | Final                 | Final                 |  |
|  | 16 al 26 de agosto   | 16 al 26 de agosto | 16 al 26 de agosto   |   |            | 1 al 8 de septiembre | 1 al 8 de septiembre | 1 al 8 de septiembre |  |                      | 16 y 22 de septiembre | 16 y 22 de septiembre | 16 y 22 de septiembre |  |
|  |                      |                    |                      |   |            |                      |                      |                      |  |                      |                       |                       |                       |  |
|  |                      |                    |                      |   |            |                      |                      |                      |  |                      |                       |                       |                       |  |
|  | Bragantino           | 3                  | 1                    |   |            |                      |                      |                      |  |                      |                       |                       |                       |  |
|  | Bragantino           | 3                  | 1                    |   |            |                      |                      |                      |  |                      |                       |                       |                       |  |
|  | Náutico              | 1                  | 1                    |   |            |                      |                      |                      |  |                      |                       |                       |                       |  |
|  | Náutico              | 1                  | 1                    |   | Bragantino | 0                    | 0 (2)                |                      |  |                      |                       |                       |                       |  |
|  |                      |                    |                      |   | Bragantino | 0                    | 0 (2)                |                      |  |                      |                       |                       |                       |  |
|  |                      |                    | Operário Ferroviário | 0 | 0 (4)      |                      |                      |                      |  |                      |                       |                       |                       |  |
|  | Santa Cruz           | 1                  | Operário Ferroviário | 0 | 0 (4)      | 0                    |                      |                      |  |                      |                       |                       |                       |  |
|  | Santa Cruz           | 1                  |                      |   |            |                      |                      |                      |  |                      |                       |                       |                       |  |
|  | Operário Ferroviário | 0                  | 3                    |   |            |                      |                      |                      |  |                      |                       |                       |                       |  |
|  | Operário Ferroviário | 0                  | 3                    |   |            |                      |                      |                      |  | Operário Ferroviário | 3                     | 1                     |                       |  |
|  |                      |                    |                      |   |            |                      |                      |                      |  | Operário Ferroviário | 3                     | 1                     |                       |  |
|  |                      |                    | Cuiabá               | 3 | 0          |                      |                      |                      |  |                      |                       |                       |                       |  |
|  | Cuiabá               | 2                  | Cuiabá               | 3 | 0          | 2                    |                      |                      |  |                      |                       |                       |                       |  |
|  | Cuiabá               | 2                  |                      |   |            |                      |                      |                      |  |                      |                       |                       |                       |  |
|  | Atlético Acreano     | 0                  | 2                    |   |            |                      |                      |                      |  |                      |                       |                       |                       |  |
|  | Atlético Acreano     | 0                  | 2                    |   | Cuiabá     | 0                    | 3                    |                      |  |                      |                       |                       |                       |  |
|  |                      |                    |                      |   | Cuiabá     | 0                    | 3                    |                      |  |                      |                       |                       |                       |  |
|  |                      |                    | Botafogo-SP          | 0 | 0          |                      |                      |                      |  |                      |                       |                       |                       |  |
|  | Botafogo-PB          | 1                  | Botafogo-SP          | 0 | 0          | 0 (3)                |                      |                      |  |                      |                       |                       |                       |  |
|  | Botafogo-PB          | 1                  |                      |   |            |                      |                      |                      |  |                      |                       |                       |                       |  |
|  | Botafogo-SP          | 0                  | 1 (4)                |   |            |                      |                      |                      |  |                      |                       |                       |                       |  |
|  | Botafogo-SP          | 0                  | 1 (4)                |   |            |                      |                      |                      |  |                      |                       |                       |                       |  |
|  |                      |                    |                      |   |            |                      |                      |                      |  |                      |                       |                       |                       |  |

### Cuartos de final
| 18 de agosto de 2018 | Bragantino | 3:1 | Náutico | Estadio Nabi Abi Chedid, Bragança Paulista |  |

| 26 de agosto de 2018 | Náutico | 1:1 | Bragantino | Arena Pernambuco, Recife |  |

- Bragantino vence 4–2 en el agregado y avanza a semifinales

| 19 de agosto de 2018 | Santa Cruz | 1:0 | Operário Ferroviário | Estadio do Arruda, Recife |  |

| 26 de agosto de 2018 | Operário Ferroviário | 3:0 | Santa Cruz | Estadio Germano Krüger, Ponta Grossa |  |

- Operário Ferroviário vence 3–1 en el agregado y avanza a semifinales

| 20 de agosto de 2018 | Cuiabá | 2:0 | Atlético Acreano | Arena Pantanal, Cuiabá |  |

| 27 de agosto de 2018 | Atlético Acreano | 2:2 | Cuiabá | Florestão, Rio Branco |  |

- Cuiabá Esporte Clube vence 4–2 en el agregado y avanza a semifinales

| 19 de agosto de 2018 | Botafogo-PB | 1:0 | Botafogo-SP | Almeidão, João Pessoa |  |

| 26 de agosto de 2018 | Botafogo-SP | 1:0 (4:3 pen.) | Botafogo-PB | Estadio Santa Cruz, Ribeirão Preto |  |

- Botafogo de Ribeirão Preto vence 4–3 en penales y avanza a semifinales

### Semifinales
| 1 de septiembre de 2018 | Bragantino | 0:0     | Operário Ferroviário | Estadio Nabi Abi Chedid, Bragança Paulista |  |
|                         |            | Reporte |                      |                                            |  |

| 9 de septiembre de 2018 | Operário Ferroviário | 0:0 (4-2 pen.) | Bragantino | Estadio Germano Krüger, Ponta Grossa |  |
|                         |                      | Reporte        |            |                                      |  |

- Operário Ferroviário vence 4–2 en penales y avanza a la final

| 2 de septiembre de 2018 | Cuiabá | 0:0     | Botafogo-SP | Arena Pantanal, Cuiabá |  |
|                         |        | Reporte |             |                        |  |

| 8 de septiembre de 2018 | Botafogo-SP | 0:3     | Cuiabá | Estadio Santa Cruz, Ribeirão Preto |  |
|                         |             | Reporte |        |                                    |  |

- Cuiabá Esporte Clube vence 3-0 en el global y avanza a la final

### Final
| 16 de septiembre de 2018 | Operário Ferroviário | 3:3     | Cuiabá | Estadio Germano Krüger, Ponta Grossa |                                |
|                          |                      | Reporte |        | Asistencia: 5.439 espectadores       | Asistencia: 5.439 espectadores |

| 22 de septiembre de 2018 | Cuiabá | 0:1     | Operário Ferroviário | Arena Pantanal, Cuiabá          |                                 |
|                          |        | Reporte |                      | Asistencia: 41.311 espectadores | Asistencia: 41.311 espectadores |

- Operário Ferroviário vence 4–3 en el agregado y se corona campeón.

| Campeón 2018 Campeonato Brasileño de Serie C |
| Bandera del estado de Paraná                 |
| -------------------------------------------- |
| Operário Ferroviário 1.er título             |

## Tabla de posiciones
| Pos. | Equipo               | Pts. | PJ | PG | PE | PP | GF | GC | Dif. |
| ---- | -------------------- | ---- | -- | -- | -- | -- | -- | -- | ---- |
| 1.º  | Operário Ferroviário | 44   | 24 | 12 | 8  | 4  | 32 | 21 | 11   |
| 2.º  | Cuiabá               | 41   | 24 | 12 | 5  | 7  | 42 | 27 | 15   |
| 3.º  | Botafogo-SP          | 39   | 22 | 11 | 6  | 5  | 31 | 18 | 13   |
| 4.º  | Bragantino           | 35   | 22 | 9  | 8  | 5  | 25 | 18 | 7    |
| 5.º  | Náutico              | 32   | 20 | 9  | 5  | 6  | 28 | 26 | 2    |
| 6.º  | Atlético Acreano     | 31   | 20 | 9  | 4  | 7  | 27 | 26 | 1    |
| 7.º  | Santa Cruz           | 31   | 20 | 8  | 7  | 5  | 23 | 16 | 7    |
| 8.º  | Botafogo-PB          | 29   | 20 | 7  | 8  | 5  | 23 | 18 | 5    |
| 9.º  | Luverdense           | 24   | 18 | 7  | 3  | 8  | 27 | 25 | 2    |
| 10.º | Confiança            | 23   | 18 | 5  | 8  | 5  | 24 | 25 | −1   |
| 11.º | Tombense             | 22   | 18 | 6  | 4  | 8  | 17 | 17 | 0    |
| 12.º | Ypiranga             | 22   | 18 | 6  | 4  | 8  | 25 | 27 | −2   |
| 13.º | Remo                 | 22   | 18 | 6  | 4  | 8  | 18 | 20 | −2   |
| 14.º | Globo                | 21   | 17 | 4  | 9  | 4  | 19 | 19 | 0    |
| 15.º | ABC                  | 21   | 18 | 6  | 3  | 9  | 18 | 24 | −6   |
| 16.º | Volta Redonda        | 20   | 18 | 6  | 2  | 10 | 18 | 25 | −7   |
| 17.º | Tupi                 | 20   | 18 | 6  | 2  | 10 | 19 | 30 | −11  |
| 18.º | Juazeirense          | 19   | 18 | 4  | 7  | 7  | 16 | 20 | −4   |
| 19.º | Salgueiro            | 17   | 18 | 3  | 8  | 7  | 11 | 19 | −8   |
| 20.º | Joinville            | 14   | 18 | 4  | 2  | 12 | 13 | 35 | −22  |

|  | Campeón. Clasifica a la Serie B 2019 |
|  | Clasifican a la Serie B 2019         |
|  | Descienden a la Serie D 2019         |

## Goleadores
Actualización final el 22 de septiembre de 2018
| Goles | Jugador        | Club        |
| ----- | -------------- | ----------- |
| 11    | Caio Dantas    | Botafogo-SP |
| 9     | Felipe Augusto | Botafogo-SP |
| 9     | Léo Ceará      | Confiança   |
| 9     | Marino         | Cuiabá      |
| 8     | Rafael Barros  | Atlético-AC |
| 7     | Eduardo        | Atlético-AC |
| 7     | Eduardo Ramos  | Cuiabá      |
| 7     | Jenison        | Cuiabá      |
| 7     | José Ortigoza  | Náutico     |